# Palmácia
Palmácia es un municipio brasileño del estado del Ceará, localizado en la región serrana del estado en la microrregión de Baturité y mesorregión del Norte Cearense. El municipio tiene cerca de 12.330 habitantes y 117,816 km², y su sede se localiza a 704 metros de altitud. Se destaca como destino turístico.

## Etimología
El topónimo Palmácia significa Tierra de las Palmeras. Su denominación original era Palmera.

## Subdivisión
El municipio es dividido en 3 distritos: Palmácia (sede),Gado dos Ferros y Gado dos Rodrigues.

## Geografía
Su población estimada en 2013 era de 12.330 habitantes.Está situada a 65 kilómetros de Fortaleza.
El municipio forma parte del Macizo de Baturité.

### Clima
Tropical caliente semiárido con un promedio de lluvias media de 1.434 mm con lluvias concentradas de enero a la abril.

### Hidrografía y recursos hídricos
Los principales cursos de água forman parte de la cuenca Metropolitana, siendo ellas los río Pacoti,Río Germinal y Río Água Verde.

### Relieve y suelos
Localizado en el Macizo de Baturité tiene como principal elevación la Piedra do Bacamarte, con 900 metros sobre el nivel del mar.

## Imágenes

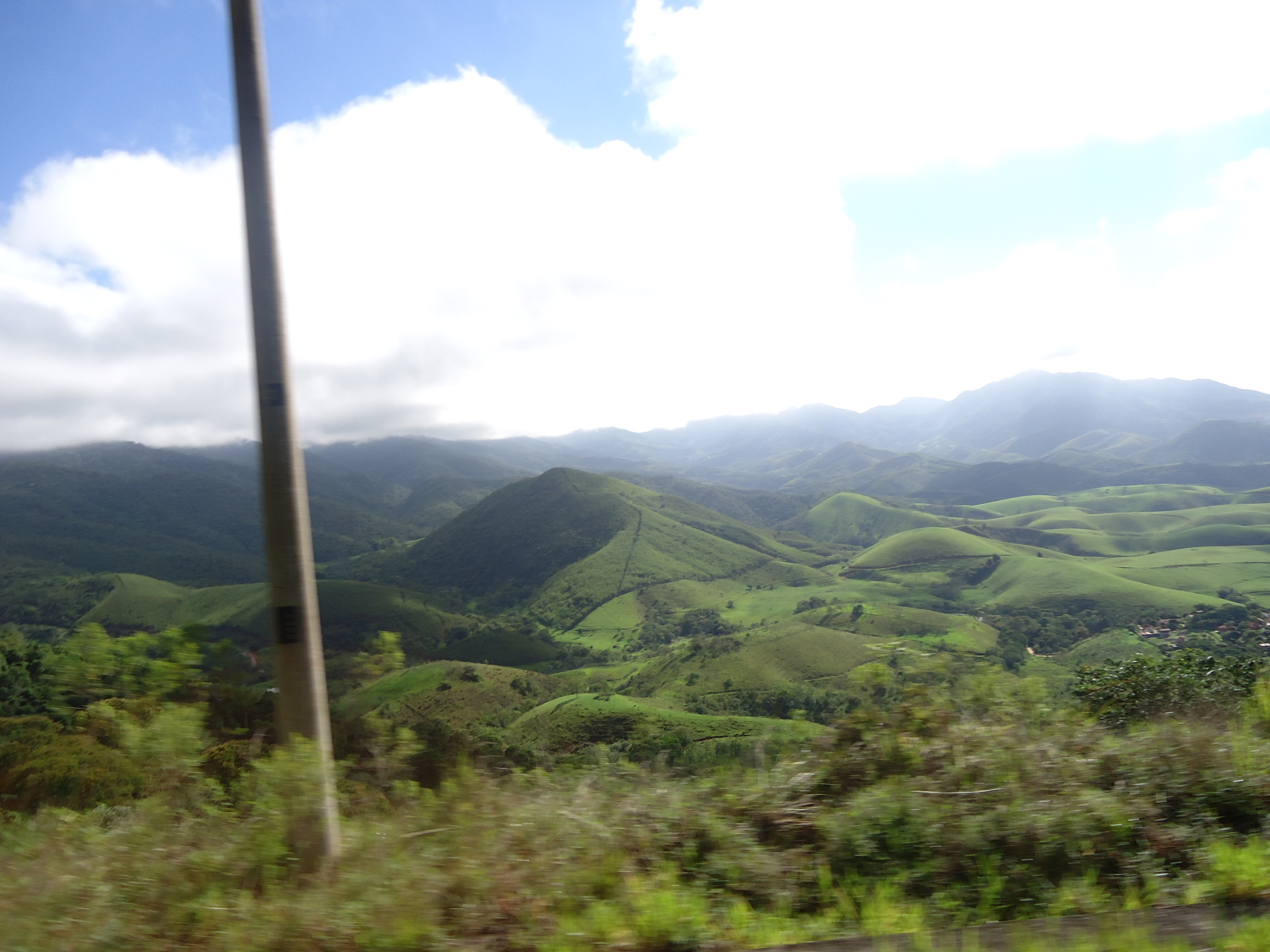
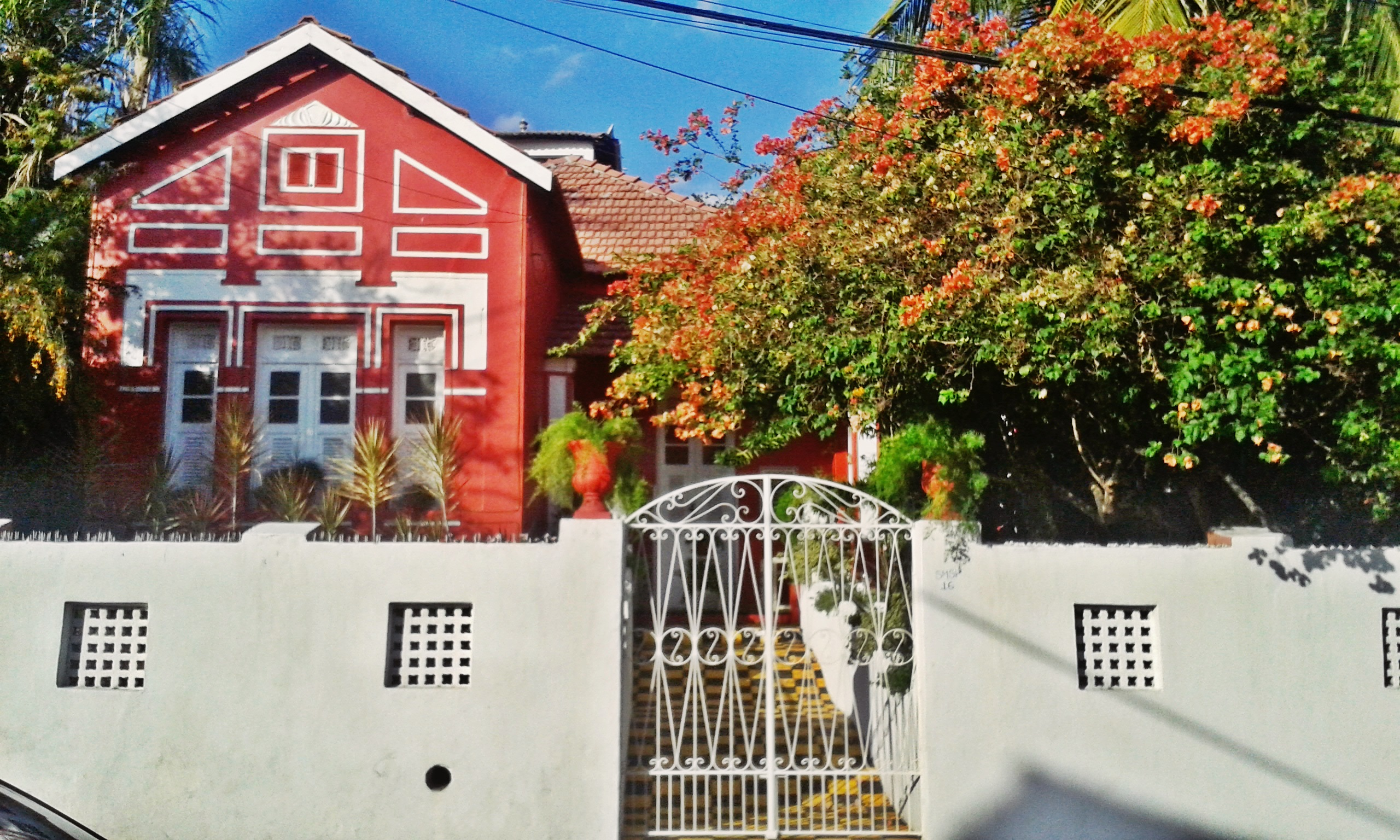
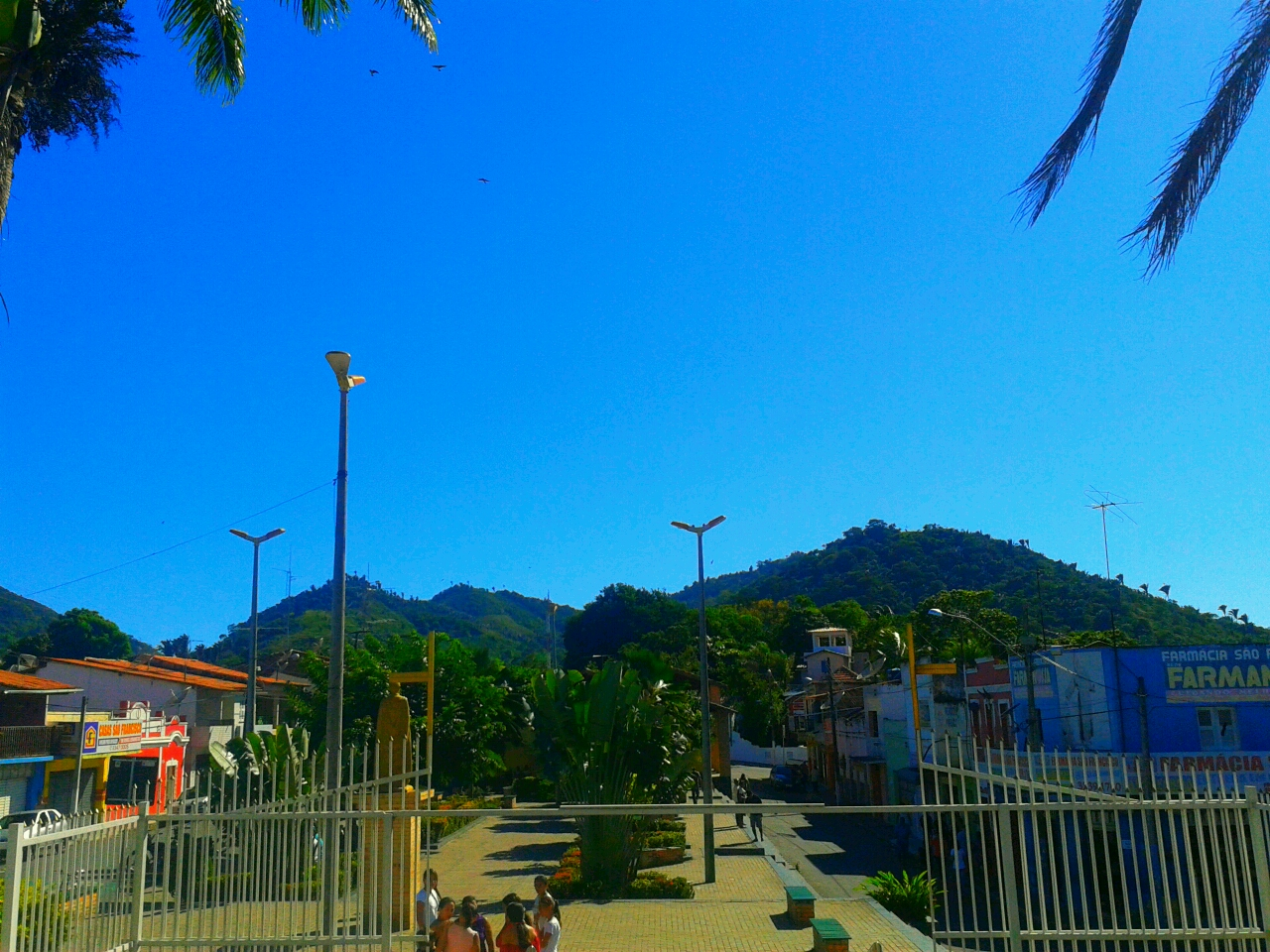
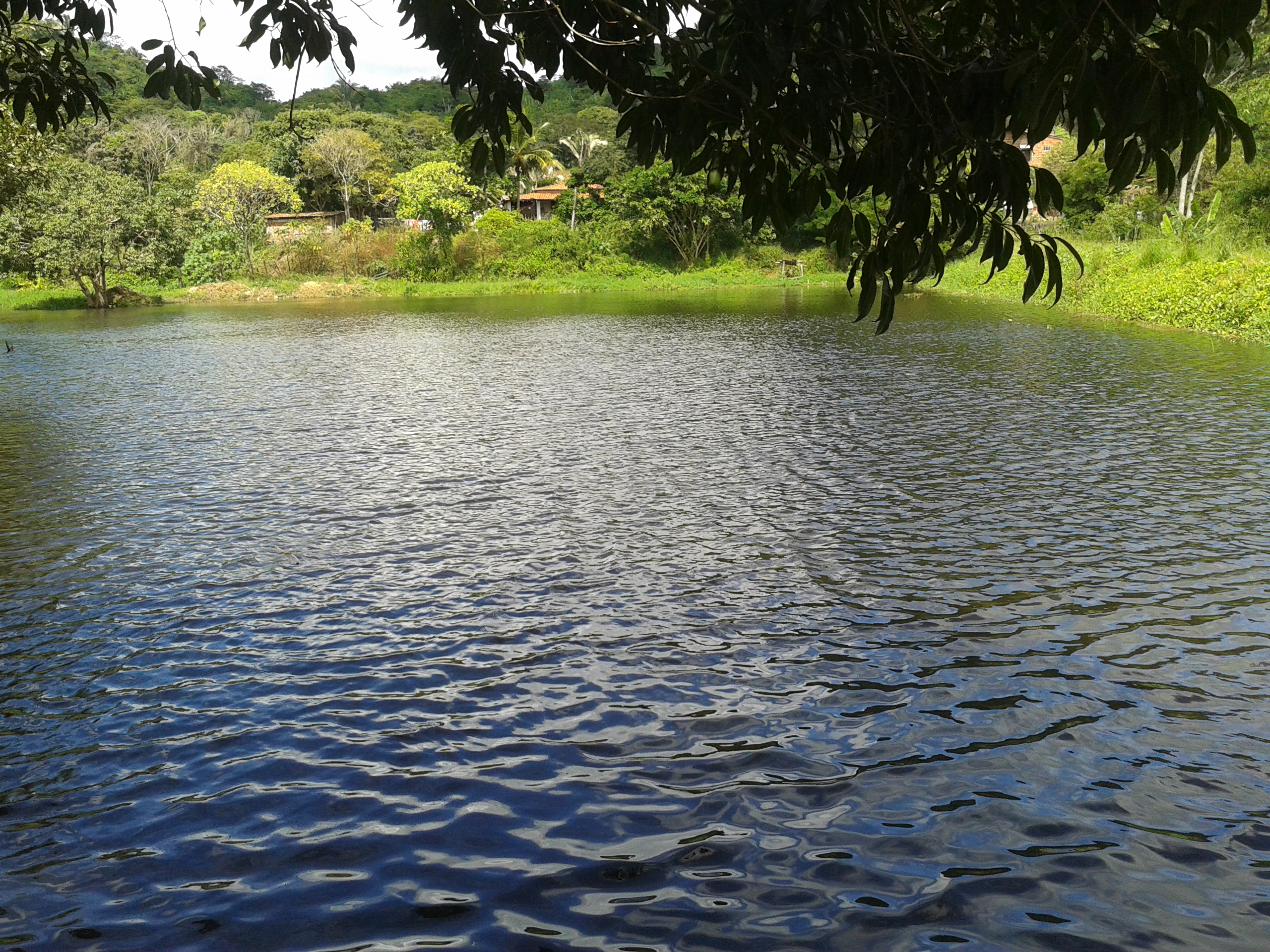
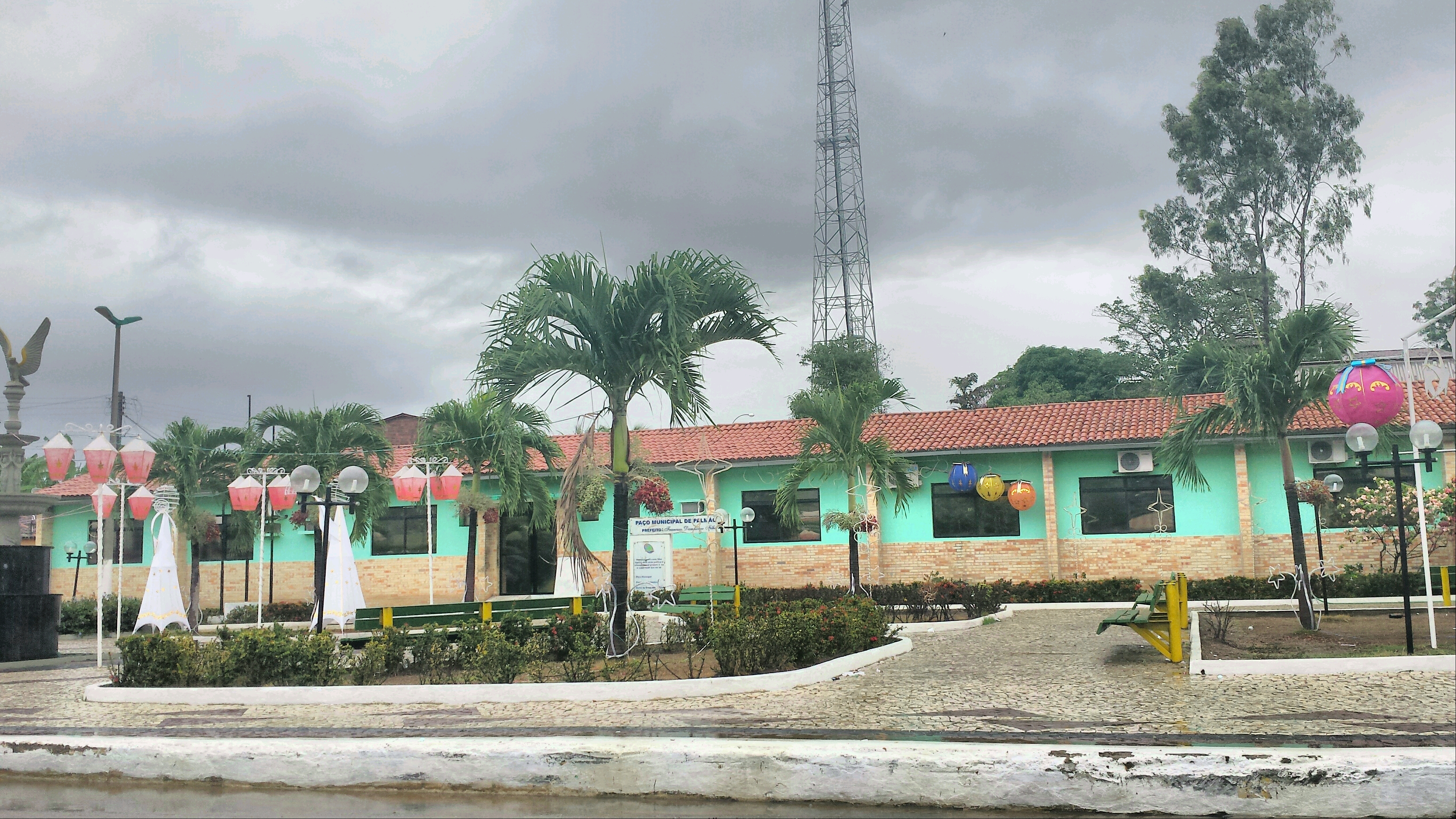
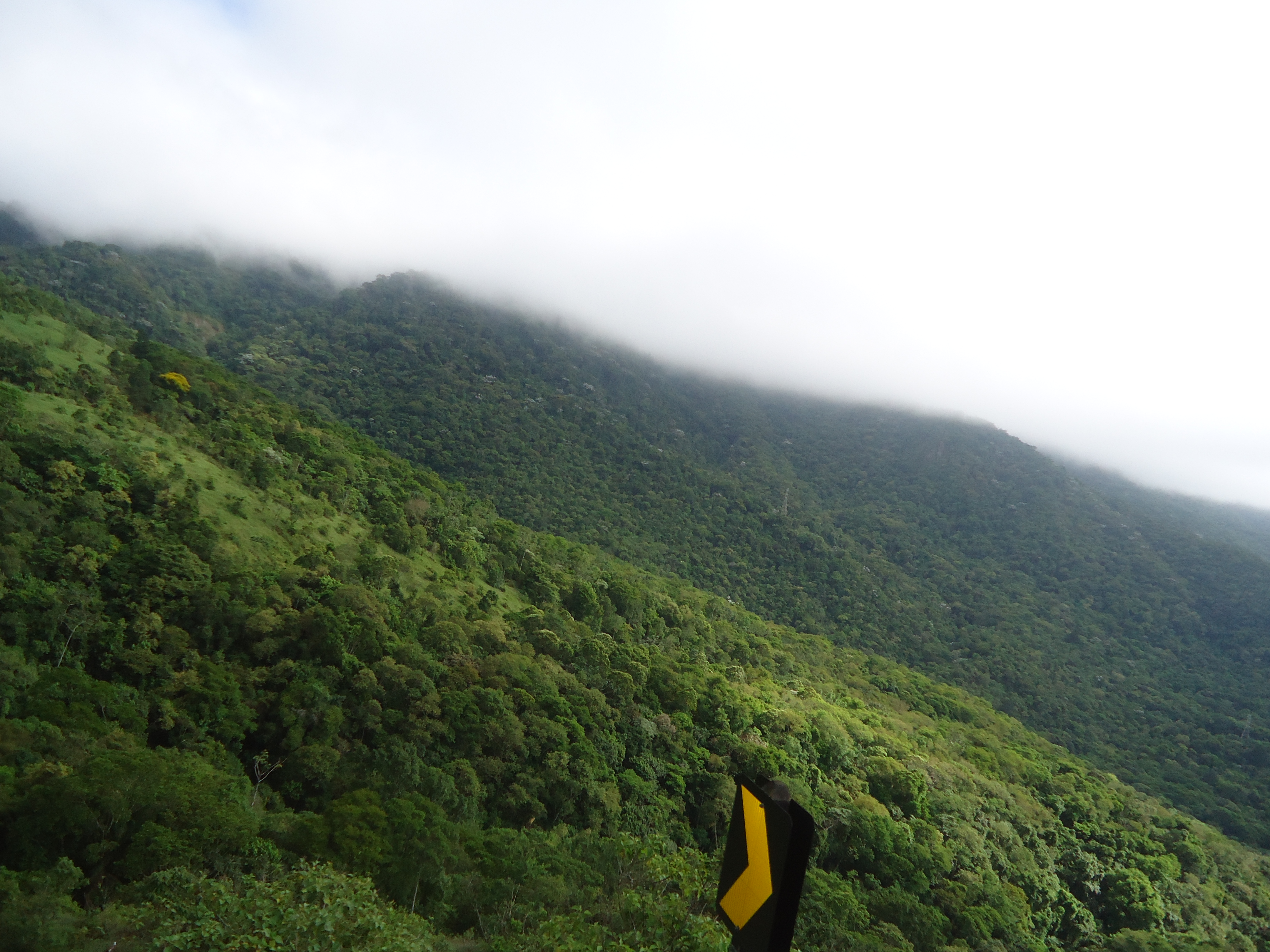
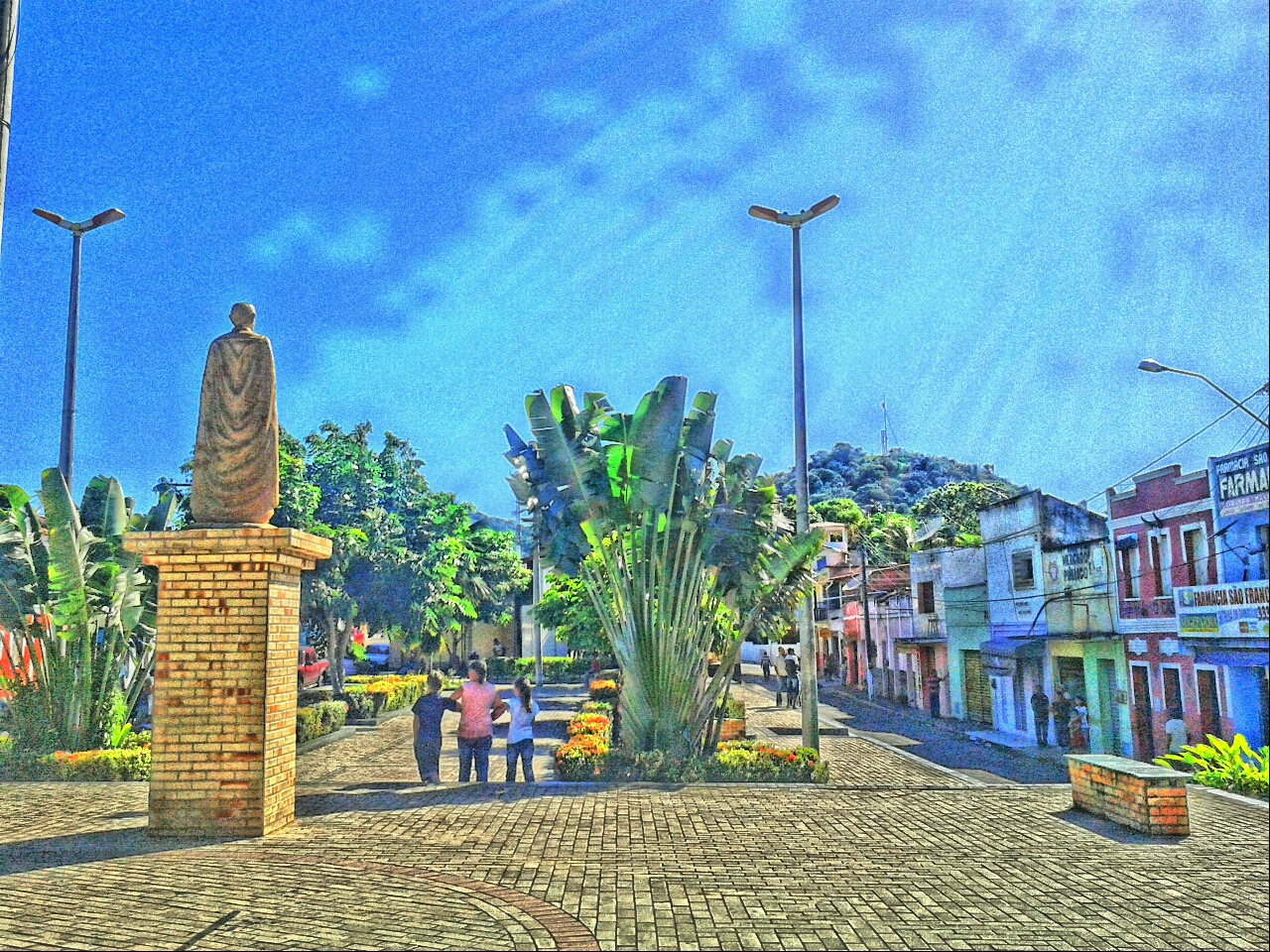
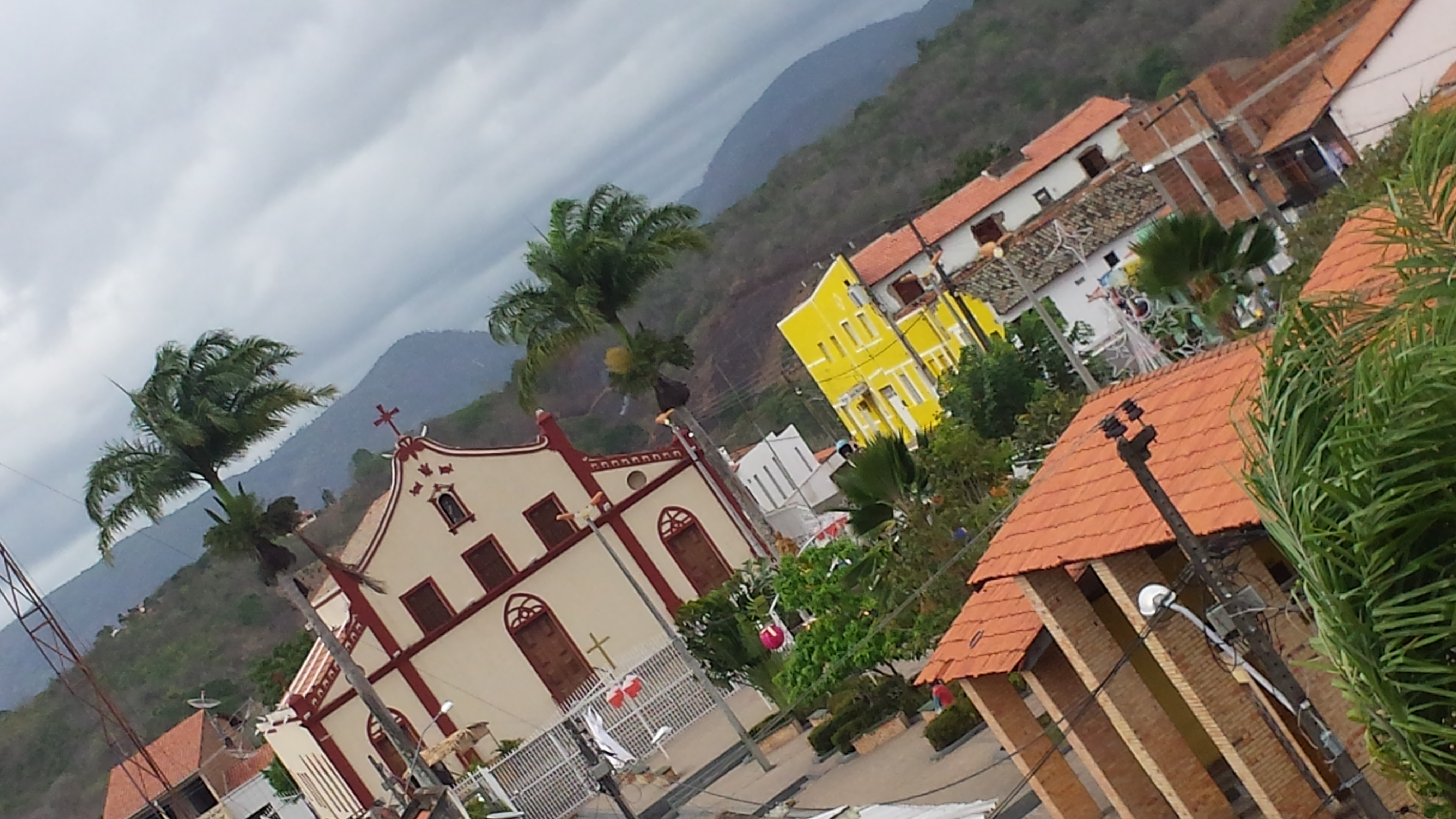
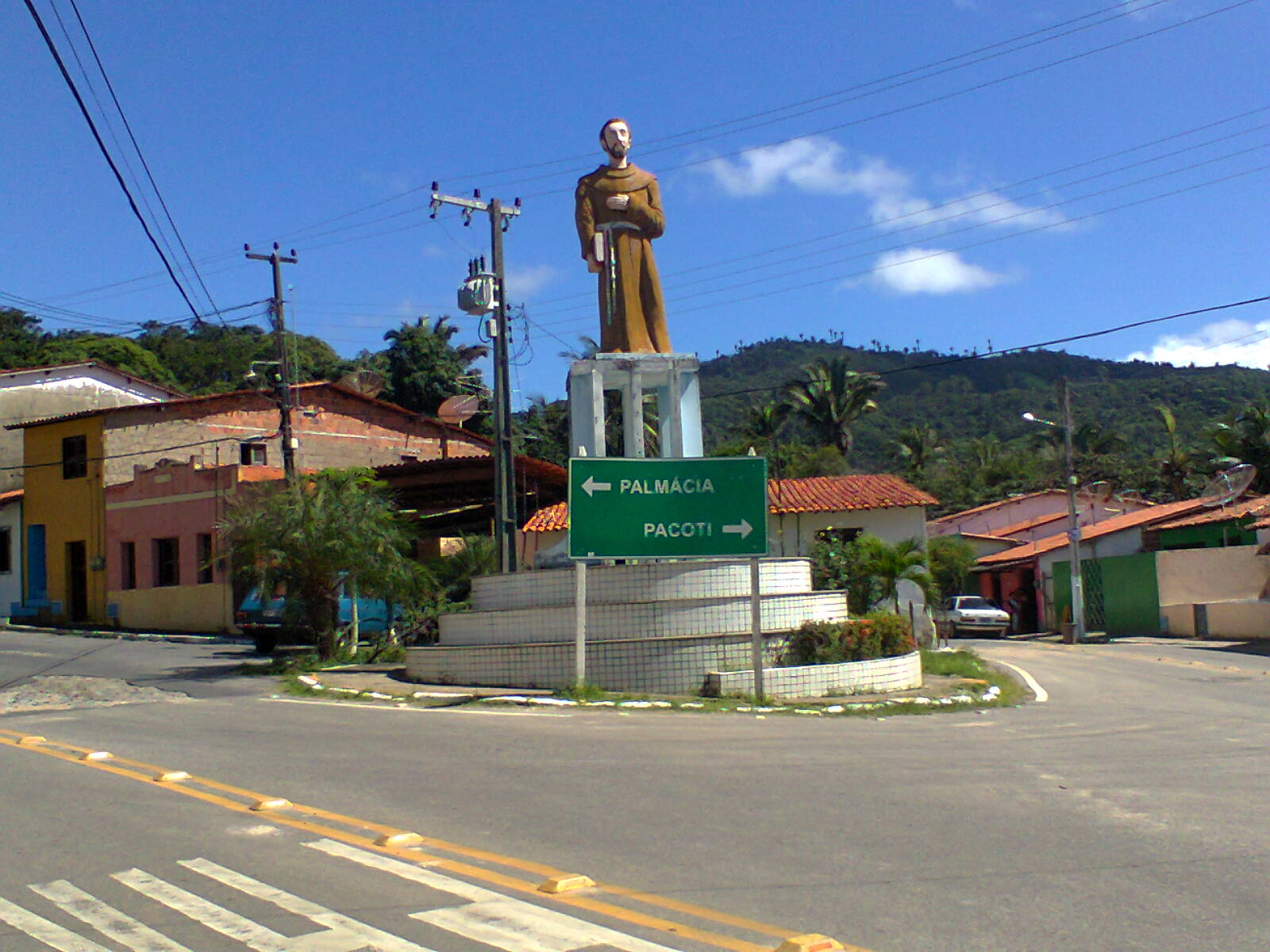
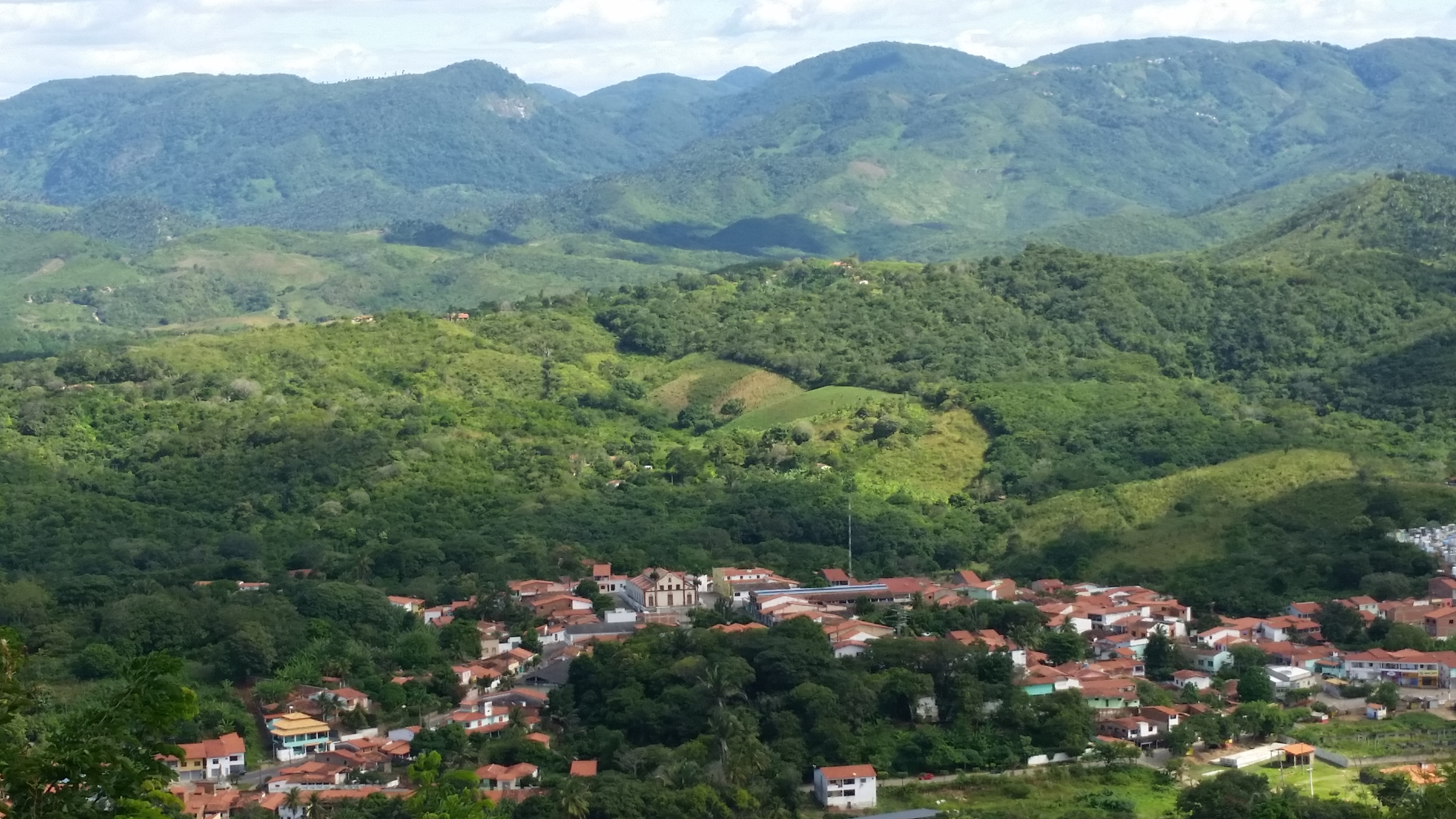
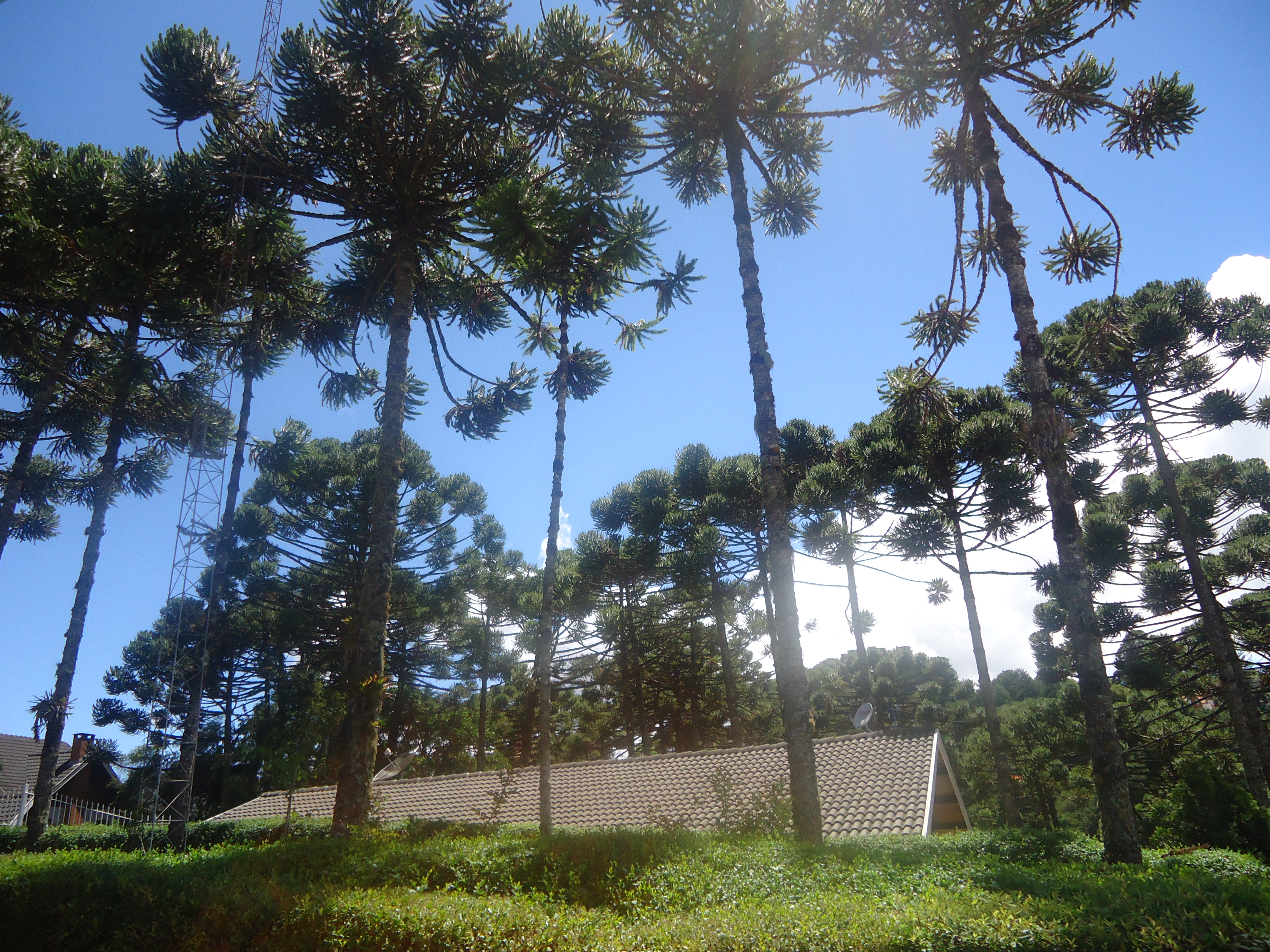
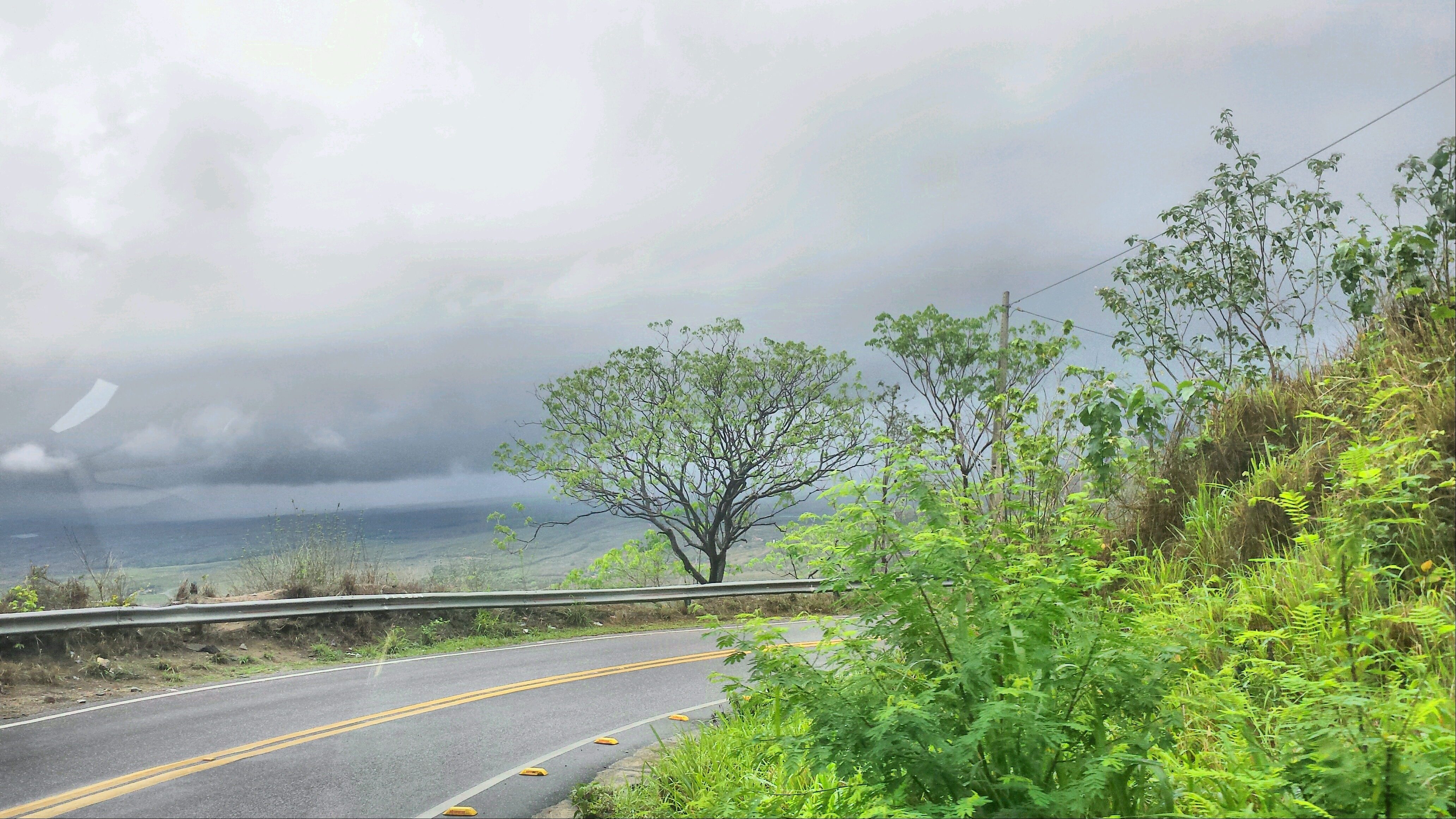

### Vegetación
Localizado en el Macizo de Baturité, tiene una vegetación variada desde la Caatinga arbustiva densa, vegetación semicaduca tropical, vegetación húmeda semi-perenofolia, vegetación caducifolia, Mata Atlántica y Bosque Ciliar. Aquí existe una APA llamada APA Sierra de Baturité.